# Sara Lucci
Sara Lucci (Roma, 29 agosto 1991) è una calciatrice italiana, difensore del Grifone.